# Liaisons dangereuses (album)
Pour les articles homonymes, voir Liaisons dangereuses (homonymie).
Albums de Doc Gynéco
Première consultation
(1996) Quality Street
(2002)
Singles
Liaisons dangereuses est un album studio et une compilation de duos du rappeur Doc Gynéco, sorti en en décembre 1998. Le disque a été certifié double disque d'or.

## Collaborations
Doc Gynéco est présent sur huit titres sur seize, dont un en solo. Les invités sont plus d'une vingtaine, parmi lesquels : Ärsenik du Secteur Ä, Jacky Brown du groupe Nèg' Marrons et du Secteur Ä, MC Janik du Secteur Ä, Catherine Ringer du groupe Les Rita Mitsouko, Renaud qui revisite son morceau Hexagone, Tonton David, Bernard Tapie, Rockin' Squat du groupe Assassin, Pit Baccardi, La Clinique, Assia, Mafia Trece, MC Jean Gab'1, et T.Killa du groupe K.ommando Toxic.

## Production
Le projet a d'abord commencé dans le studio personnel des Rita Mitsouko mais la maison de disques de Gynéco (Virgin SA) étant très frileuse quant à la sortie de cette compilation, Doc Gyneco doit alors monter son propre label en interne au sein même de cette maison de disques, Virgin Rue/Docteur Communication pour que ce projet voit le jour, ce qui explique la sortie tant de fois annoncée et ainsi repoussée. Cette mauvaise expérience sera expliquée dans un des morceaux de l'album, L'homme qui ne valait pas dix centimes (seul titre en solo), où le rappeur rentre littéralement dans le lard de son boss de label (« Et si pour percer ... Faut signer sur des labels qui ne pensent qu'au fric ... je ferais les pubs qui vont avec les tubes et tu comprendrais comment on t'entube, demande à Virgin ... Je veux le contrôle ... Je suis pas la poule aux disques d'or ni le presse-billet ... J'ai pas raison de vouloir faire les Liaisons ? ... T'es qu'une balance, un mec comme toi peut suffire à faire sauter tout ce qu'on veut créer »).

## Liste des titres
| 1.    | Dans ma ruche (Ärsenik feat. JP Manova)                                            | 3:52 |
| 2.    | Viens faire un tour dans les cités (Nemesis & Doc Gynéco)                          | 4:08 |
| 3.    | Dangereuse liaison (Calbo (Ärsenik) & Rockin' Squat))                              | 4:07 |
| 4.    | Funk master sex des bitches (interlude) (Pit Baccardi)                             | 0:44 |
| 5.    | L'homme qui ne valait pas dix centimes (Doc Gynéco)                                | 4:13 |
| 6.    | Armagedon (T-Killa (K.Ommando Toxik) & Scalo)                                      | 4:42 |
| 7.    | Janis (MC Jean Gab'1, JP Manova & Pitchou)                                         | 4:17 |
| 8.    | Menuet (A. Speak (Mafia Trece), Pit Baccardi, Lino & Jacky Brown)                  | 4:52 |
| 9.    | Petit menuet (interlude)                                                           | 0:36 |
| 10.   | Les mêmes droits (Doc Gynéco, Calbo (Ärsenik) & MC Janik)                          | 4:09 |
| 11.   | Simplet funky (Malédiction du Nord, JP de Garges, Arco & Etyr (L'Âme du razwar))   | 4:21 |
| 12.   | Arrête 2 mentir (Pit Baccardi & Jacky Brown)                                       | 4:08 |
| 13.   | L'oiseau se cache (Lino & Awax (Mafia Trece))                                      | 2:40 |
| 14.   | L'interlude des Simpsons (extrait de Homer le grand)                               | 0:37 |
| 15.   | Hexagonal (Doc Gynéco & Renaud feat. Calbo (Ärsenik))                              | 3:27 |
| 16.   | L'or et la soie (Doc Gynéco & La Clinique)                                         | 4:51 |
| 17.   | Paranoïa (MC Jean Gab'1, Catherine Ringer, A. Speak, Awax & Cochise (Mafia Trece)) | 4:16 |
| 18.   | C'est beau la vie (Doc Gynéco & Bernard Tapie)                                     | 3:47 |
| 63:47 |                                                                                    |      |

## Samples
- Dangereuse liaison contient un sample de Hey Joe de Billy Roberts
- Janis contient un sample de Summertime de Big Brother and the Holding Company
- Petit menuet (Interlude) - extrait d'une interview de Doc Gynéco par Daniela Lumbroso
- Hexagonal contient un sample de Hexagone de Renaud

## Maxis et singles
- Dangereuse liaison (maxi vinyle) : A1-Dangereuse Liaison (Remix), A2-Dangereuse Liaison (Remix) Instru / B1-Dangereuse Liaison (Version LP), B2-Dangereuse Liaison (Remix) Accapella
- C'est beau la vie (CD Single) : 1-C'est Beau La Vie [Single Mono titre]
- L'homme qui ne valait pas dix centimes (CD Single) : 1-L'Homme Qui Ne Valait Pas 10 Centimes [Single Promo Mono titre]
- Viens faire un tour dans les cités (CD Single) : 1-Viens Faire Un Tour Dans Les Cités [Single Promo Mono titre]

## Récompenses

### Certification
Le 21 décembre 1998, le SNEP décerne un double disque d'or à Doc Gynéco pour Liaisons dangereuses, avec plus de 250 000 albums vendus.

### Victoires de la musique
Avec cet album, Doc Gynéco est nommé aux Victoires de la musique dans la catégorie « Album Rap/Reggae ou Groove » le 11 mars 2000.

## Classements
| Pays   | Meilleure position | Semaines classées |
| ------ | ------------------ | ----------------- |
| France | 5                  | 12                |